# Йоханес Брьонстед
Йоханес Брьонстед е датски физикохимик.

## Биография
Роден е на 22 февруари 1879 г. във Варде, Дания. Завършва инженерна химия през 1899 г. и защитава докторска степен през 1908 г. в университета в Копенхаген. Незабавно е назначен за професор по неорганична химия и физикохимия в Копенхаген.
През 1906 г. публикува първото си от многото изследвания върху електронния афинитет. През 1923 г. въвежда протонната теорията на киселинно-алкалните реакции, едновременно с английския химик Томас Лаури. През същата година, електронната теория е предложена от Гилбърт Нютън Люис, но и двете са често използвани.
Брьонстед става известен като откривател на катализа от киселини и основи. Създава уравнение за катализа, кръстено на него – уравнение на Брьонстед. Заедно с Лаури създават високо използваната теория на протонния донор. Тя гласи, че когато един водороден атом (винаги се среща в киселини) е йонизиран веднъж, разтворен във вода, той губи своя електрон и става протонен донор. Хидроксидният йон, който се получава при разтварянето на основа във вода се нарича протон приемник. Така, това води до реакция на неутрализиране, йоните се свързват във водороден хидроксид, иначе известни като вода. рН скалата може да се тълкува като „силата на водорода“ и е определена въз основава на работата на Брьонстед и Лоури.
През Втората световна война той се противопоставя на нацистите, а впоследствие е избран за член на датския парламент през 1947 г., но не може да заеме мястото си поради болест. Той почива малко след изборите на 17 декември 1947 г.